# Daniel Domaszewski
Daniel Alejandro Domaszewski (Buenos Aires, 24 de enero de 1973) es un piloto de cuatriciclo argentino, radicado en Miami, USA.
En 2013 se inscribió en el Dakar, participando en todas las ediciones hasta 2017 y obteniendo su mejor resultado en 2015, donde llegó 6.º. En 2014 fue campeón de quad motocross en las categorías +30 y +40 del AMA pro ATV de Estados Unidos.

## Resultados

### Rally Dakar
| Año     | Categoría | Vehículo | Posición | Etapas |
| ------- | --------- | -------- | -------- | ------ |
| 2013    | Quads     | Honda    | 25.º     | -      |
| 2014    | Quads     | Honda    | 10.º     | -      |
| 2015    | Quads     | Honda    | 6.º      | -      |
| 2016    | Quads     | Honda    | Ret.     | -      |
| 2017    | Quads     | Honda    | 9.º      | -      |
| 2018    | Quads     | Honda    | 17.º     | -      |
| Fuente: |           |          |          |        |